# Pavel Kazakov
Pavel Nikolaevich Kazakov (Moscú; 19 de febrero de 1928-17 de septiembre de 2012) fue un árbitro de fútbol soviético.

## Trayectoria
Entre 1969 y 1976, dirigió doce partidos entre la Copa de Europa, la Copa de la UEFA y la Recopa de la UEFA. Arbitró el juego de vuelta de la final de la Copa de la UEFA 1973 entre Liverpool y Borussia Mönchengladbach.
Ofició en los Juegos Olímpicos de Múnich 1972. Fue el árbitro principal del partido entre Dinamarca-Brasil y fue asistente en otros cuatro encuentros.
Dirigió dos partidos en la Copa Mundial de Alemania 1974; en el grupo 4 entre Argentina e Italia y el del grupo B entre Alemania Federal y Suecia.